# Château de Denone
Le château de Denone est un château Renaissance situé à Effiat (Puy-de-Dôme).

## Localisation
Le château se trouve dans le village de Denone, au nord du bourg d'Effiat.

## Histoire
Le château actuel a été construit au milieu du XVIe siècle par Charles de Marillac, archevêque de Vienne, diplomate sous les règnes de François Ier et Henri II, grand-oncle de sainte Louise de Marillac. Il fut acheté par le maréchal d'Effiat, qui y reçut Richelieu du 4 au 8 septembre 1629.
L'histoire de Denone est ensuite restée liée à celle du château d'Effiat jusqu'à l'entre-deux-guerres. Vendu par la famille de Sampigny, qui l'a possédé pendant deux siècles, il est passé entre les mains de plusieurs propriétaires privés.
Le château est inscrit aux monuments historiques depuis 2009.

## Description

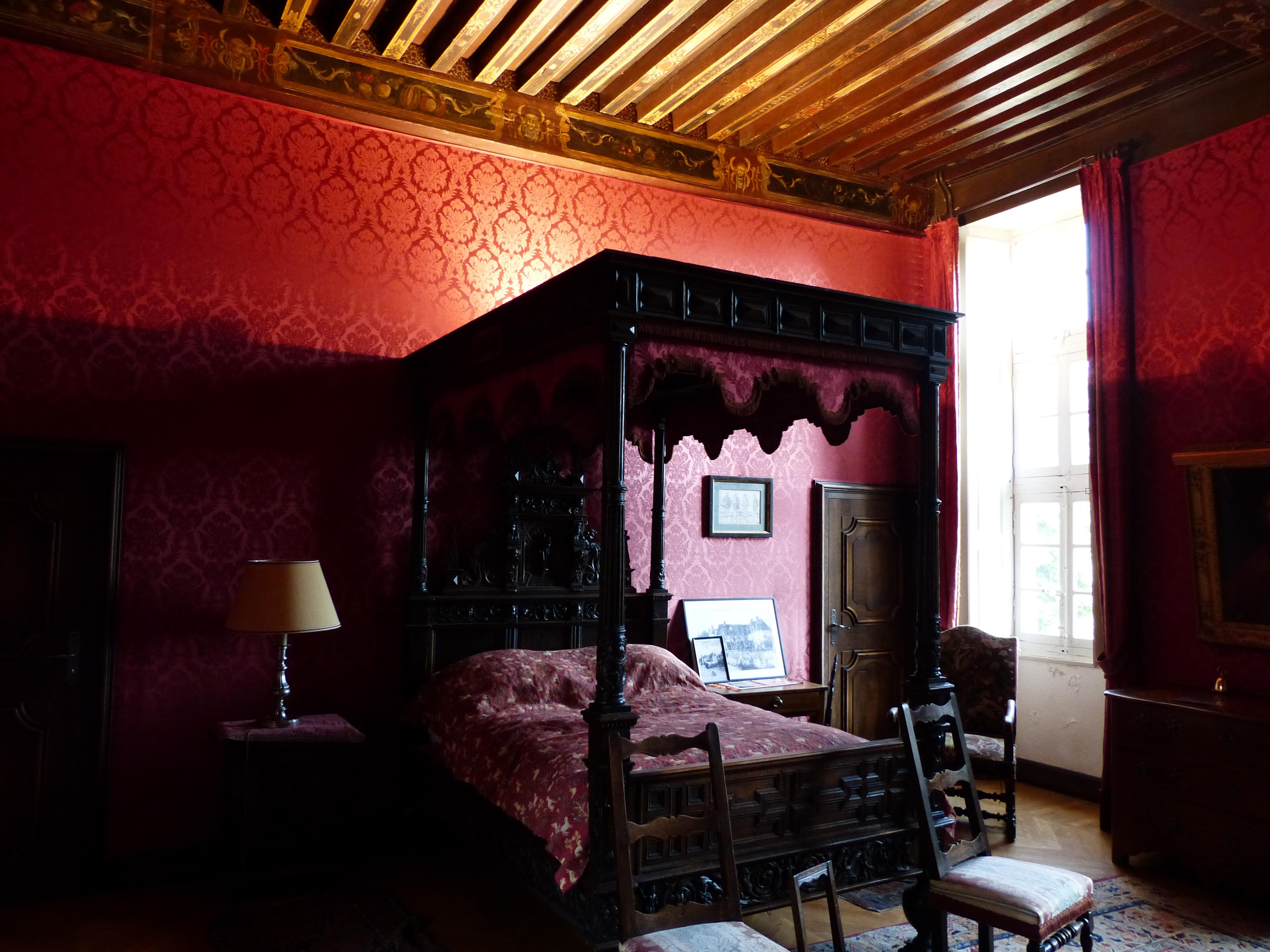
La chambre de Richelieu

Le château de Denone a été édifié sur le site d'un château médiéval dont il reste trois tours. Il se trouve à peu près au milieu d'un parc comprenant des zones boisées et des prairies et, à proximité immédiate du château, des jardins aménagés au XVIIe siècle.
À partir de la grille d'entrée, qui donne au nord-est du château sur une petite voie qui va vers la route d'Effiat à Bellerive-sur-Allier (RD 984), on suit une allée rectiligne qui conduit au château. Sur la droite, se trouvent les communs dont certains éléments remontent au XVIIe siècle.
Le château est constitué de deux corps de logis accolés en L ; les tours médiévales s'appuient sur leurs angles extérieurs. Les deux façades qui se trouvent à l'intérieur de l'équerre, regardant vers le sud-ouest et le sud-est, sont de style Renaissance, avec des ouvertures régulières sur deux niveaux plus un niveau de combles éclairé par des lucarnes en pierre. Les façades nord-est et nord-ouest, sur les côtés extérieurs de l'équerre et entre les tours, ont conservé un aspect plus médiéval, avec des ouvertures irrégulières. Les toitures sont en tuiles, sauf celles des tours. Sur le côté sud-ouest, des douves forment un long canal ; un pont en pierre, fermé par une grille monumentale, franchit ce canal à partir de la cour d'honneur.
L'accès principal vers l'intérieur se fait par une porte assez petite située à l'angle des deux ailes. Elle donne sur un escalier droit qui dessert les deux ailes. Les pièces les plus remarquables se trouvent dans l'aile nord-est. On y trouve, au premier étage, deux pièces (salle d'armes et chambre de Richelieu) pourvues de plafonds peints datant de la fin du XVIe ou du début du XVIIe siècle. La chambre dite de Richelieu, car elle a pu accueillir le cardinal lors de son séjour au château, est tendue de rouge et abrite un très beau lit à baldaquin daté de 1632.

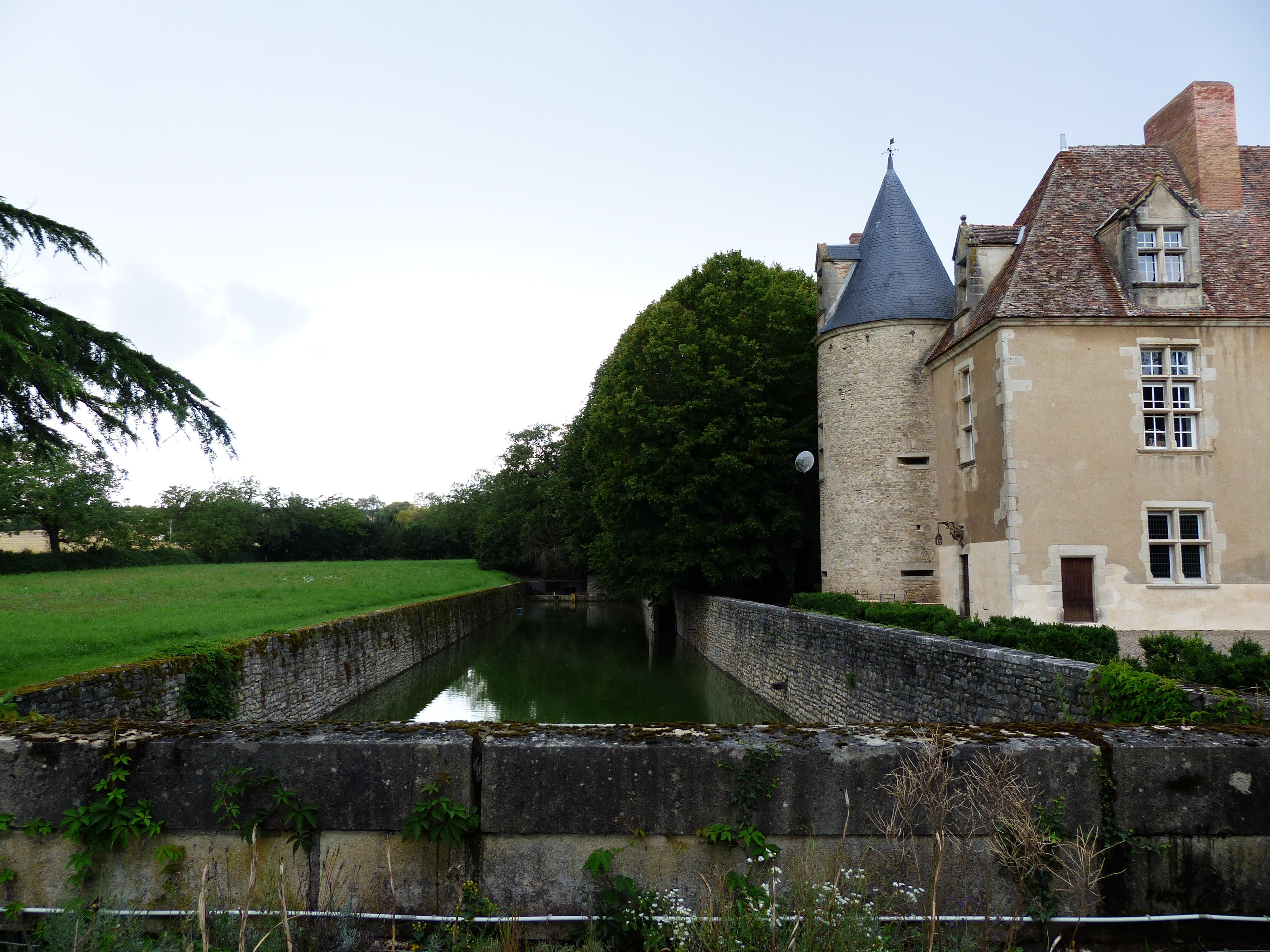
Les douves, vues du pont de pierre
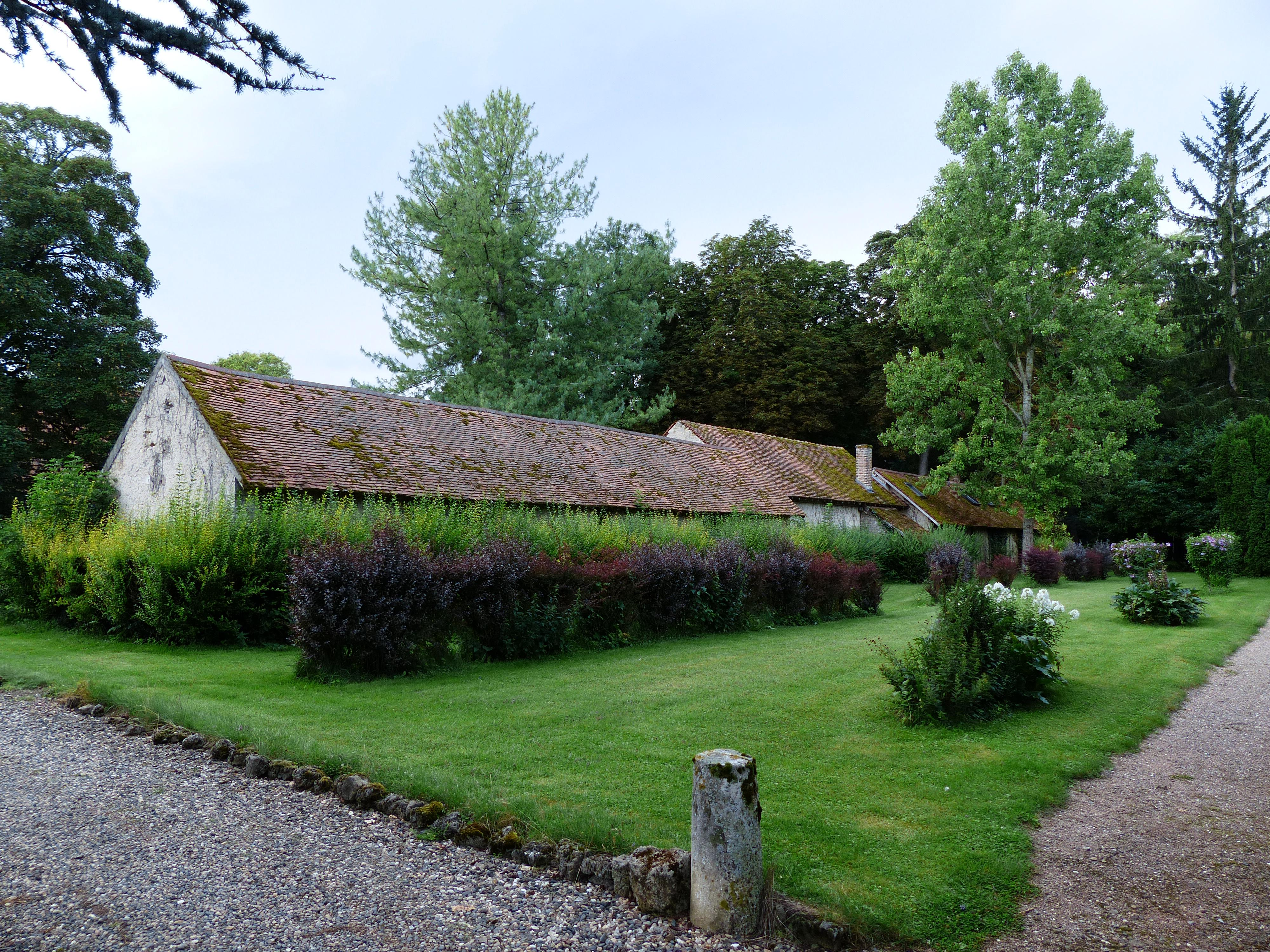
Les communs

## Visite
Le château est ouvert à la visite en juillet-août ou sur rendez-vous.